# Candida glabrata
Candida glabrata é uma espécie de fungo haplóide do género Candida. Trata-se, juntamente com a Candida auris, de uma espécie de levedura que não forma filamentos e portanto no teste PCB dá resultados negativos tanto para os clamidósporos (esporos de resistência) como para os filamentos.  
Inicialmente, era considerada não-patogénica ao ser humano, no entanto, com o aumento do número de pessoas imunodeficientes, verificou-se que a Candida glabrata é um fungo agressivo, extremamente oportunista e resistente que ataca principalmente os indivíduos debilitados (p.e. portadores de HIV, doentes oncológicos).
A Candida glabrata tem demostrado uma grande e rápida capacidade de desenvolver tolerâncias e resistências  a fármacos antifúngicos, principalmente azóis e equinocandinas (p.e. fluconazole, clotrimazole, caspofungina, micafungina). Um dos mecanismos mais comuns deste fenómeno é a sobreexpressão de vários genes de resistência 